# تاریخ‌گرایی (هنر)

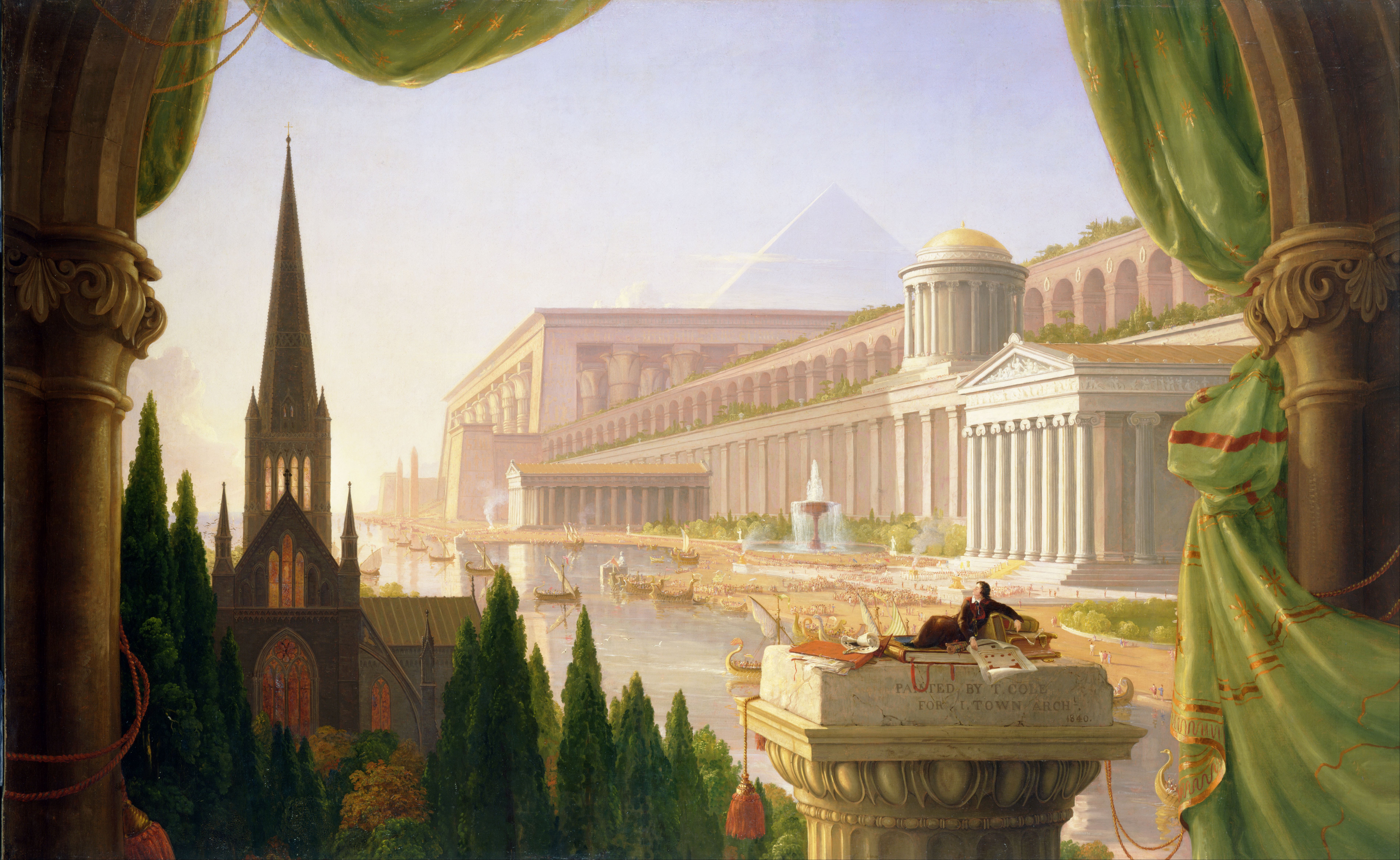
توماس کول، رؤیای معمار، ۱۸۴۰ میلادی

تاریخ‌گرایی (به آلمانی: Historismus) یا هیستوریسم (به انگلیسی: Historicism) شامل سبک‌های هنری است که از بازآفرینی سبک‌های تاریخی یا تقلید از کار صنعتگران تاریخی الهام می‌گیرند. این امر به ویژه در معماری، مانند معماری احیاءگری رایج است. از طریق ترکیب سبک‌های مختلف یا اجرای عناصر جدید، تاریخ‌گرایی می‌تواند زیبایی‌شناسی کاملاً متفاوتی نسبت به سبک‌های قبلی ایجاد کند؛ بنابراین، تنوع زیادی از طرح‌های ممکن را ارائه می‌دهد.
دورۀ معماری ویکتوریایی (حدود ۱۹۰۰–۱۸۳۰ میلادی) بیشتر شامل سبک‌های معماری است که می‌توان آن را به عنوان تاریخ‌گرایی توصیف کرد.

## بررسی اجمالی

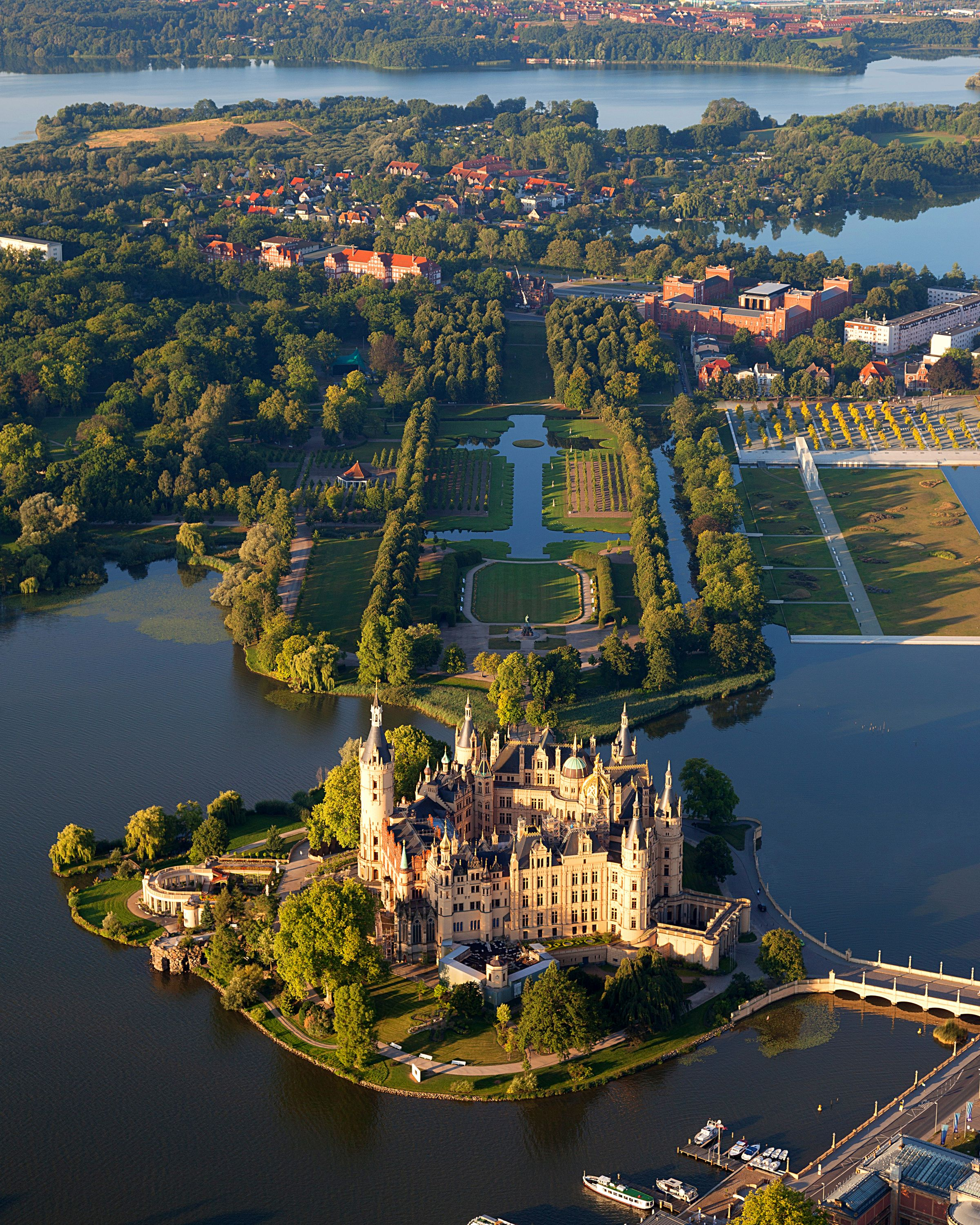
قلعه شورین، مقر دوک تاریخی مکلنبورگ، اکنون مقر پارلمان ایالتی، مکلنبورگ فورپومرن، آلمان – نمونه‌ای از تاریخ‌گرایی در معماری

در تاریخ هنر، پس از نئوکلاسیکیسم که در دوران رمانتیک می‌توانست خود را یک جنبش تاریخ‌گرا تلقی کند، قرن نوزدهم شامل یک مرحلۀ تاریخ‌گرایی جدید بود که با تفسیر نه‌ تنها از کلاسیک‌گرایی یونانی و رومی، بلکه از دوره‌های سبک‌شناسی بعدی نیز مشخص شد. به‌ طور فزاینده‌ای معادل در نظر گرفته می‌شود. به ویژه در معماری و در ژانر نقاشی تاریخی، که در آن به موضوعات تاریخی با توجه فراوان به جزئیات دقیق دوره پرداخته می‌شد، تأثیر جهانی تاریخ‌گرایی به ویژه از دهۀ ۱۸۵۰ میلادی به بعد قوی بود. این تغییر اغلب به ظهور بورژوازی در طول انقلاب صنعتی و پس از آن مربوط می‌شود. در فرجام قرن، نمادگرایی و آر نُوو و به دنبال آن اکسپرسیونیسم و مدرنیسم عمل کردند تا تاریخ‌گرایی را کهنه جلوه دهند، اگرچه بسیاری از سفارشات عمومی بزرگ در قرن بیستم ادامه یافتند. سبک هنر و صنایع‌دستی توانست یک تاریخ‌گرایی بومی آزادتر را با عناصر آر نُوو و دیگر سبک‌های معاصر ترکیب کند.
تأثیر تاریخ‌گرایی تا دهۀ ۱۹۵۰ میلادی در بسیاری از کشورها به قوت خود باقی ماند. هنگامی که معماری پست‌مدرن در طول دهۀ ۱۹۸۰ میلادی به‌ طور گسترده‌ای محبوب شد، سبک نئوهیستوریسم دنبال شد، که هنوز هم برجسته است و می‌توان آن را در سرتاسر جهان، به ویژه در ساختمان‌های معرف و طبقه-بالا یافت.

## فهرست تاریخ‌گرایی و احیاء‌گرایی در معماری و هنرهای تزئینی غرب

### بین‌المللی
- احیاء باروک
- هنرهای زیبا
- احیاء بیزانس
- احیاء مصر
- احیاء گوتیک
- احیاء یونانی / نو-یونانی
- احیاء موری
- نئوکلاسیک
- کلاسیک جدید / نئوهیستوریسم
- احیاء رنسانس (سبک قلعه‌وار/ایتالیایی/قصر)
- احیاء رمانسک
- امپراتوری دوم
- سبک کلبه سوئیسی
- معماری بومی

### امپراطوری بریتانیا
- سبک آدام
- بریستول بیزانس
- درودگر گوتیک (کانادا)
- باروک ادواردین
- احیای هندو-ساراسنیک (هند)
- جاکوبیتان
- سبک ملکه آن
- ریجنسی (نیابت‌سلطنت)
- سبک بارونی اسکاتلند (اسکاتلند، ولز و ایرلند شمالی)
- احیای تودور / احیای سیاه-و-سفید

### فرانسه
- سبک دایرکتوری
- سبک امپراتوری
- سبک ناپلئون سوم